# Sandra Eie
Sandra Moestue Eie, född 14 november 1995, är en norsk freestyleåkare.

## Karriär
Vid världsmästerskapen i freestyle och snowboard 2023 i Bakuriani tog Eie silver i big air.